# Couëron

Localització de Couëron

Couëron (en bretó Koeron) és un municipi francès, situat a la regió de país del Loira, al departament de Loira Atlàntic, que històricament ha format part de la Bretanya. L'any 2006 tenia 18.657 habitants. Limita amb els municipis de Saint-Étienne-de-Montluc, Sautron, Saint-Herblain, Indre, Saint-Jean-de-Boiseau i Le Pellerin.

## Demografia
| 1962                                       | 1968   | 1975   | 1982   | 1990   | 1999   |
| ------------------------------------------ | ------ | ------ | ------ | ------ | ------ |
| 11.641                                     | 12.276 | 13.273 | 14.113 | 16.319 | 17.808 |
| Des de 1962: població sense dobles comptes |        |        |        |        |        |

## Administració
| Període   | Identitat                                     | Partit          |
| --------- | --------------------------------------------- | --------------- |
| 1790-1791 | Charles Leray                                 |                 |
| 1791-1793 | Jean Rouaud                                   |                 |
| 1793-1797 | Charles Leray                                 |                 |
| 1795-1797 | Jean-César Martin-Daviais (agent municipal)   |                 |
| 1797-1797 | Louis Charles (agent municipal)               |                 |
| 1797-1799 | François Babin (agent municipal)              |                 |
| 1799-1800 | Gabriel Loyen du Puigaudeau (agent municipal) |                 |
| 1800-1800 | François Babin (maire provisoire)             |                 |
| 1800-1800 | Germain Vallin                                |                 |
| 1806-1816 | Jean-César Martin-Daviais                     |                 |
| 1816-1817 | François Martin Rivière de L'Artusière        |                 |
| 1817-1822 | Auguste-Domitite Palis                        |                 |
| 1822-1830 | Pierre Pailler                                |                 |
| 1830-1833 | André Loyen du Puigaudeau                     |                 |
| 1834-1834 | Jacques Ollivier (interí)                     |                 |
| 1834-1836 | Donatien Poisson                              |                 |
| 1836-1838 | Jean-Germain Bignon                           |                 |
| 1839-[[]] | Athys Pouponneau                              | Republicà       |
| 1848-1848 | Athys Pouponneau (rebutjat pel prefecte)      | Republicà       |
| 1848-1865 | François Olivier                              |                 |
| 1865-1870 | Jean-Marie Ricordel                           |                 |
| 1871-1874 | Athys Pouponneau                              | Republicà       |
| 1874-1881 | Charles Balézy                                |                 |
| 1881-1888 | Gaston Trolley des Longchamps                 |                 |
| 1888-1898 | Marcel Esnoult de la Provôté                  |                 |
| 1898-1904 | Julien Cholet                                 | Republicà       |
| 1904-1908 | Emile Cormier                                 | Conservador     |
| 1908-1931 | Alexandre Olivier                             | Republicà       |
| 1931-1934 | Henri Normand                                 | SFIO            |
| 1934-1935 | Jean-Baptiste Gautreau                        |                 |
| 1935-1940 | Jules Perrin                                  |                 |
| 1940-1944 | André Montpied (nommé par le préfet)          |                 |
| 1944-1945 | Fernand Doceuil                               | SFIO            |
| 1945-1964 | Henri Normand                                 | SFIO            |
| 1964-1971 | Cyr Grave                                     | SFIO després PS |
| 1971-1977 | Claude Gilardin                               | PS              |
| 1977-1983 | Jean-René Morandeau                           | PS              |
| 1983-1993 | Robert Morin                                  | PS              |
| 1993-1995 | Serge Ricordeau                               | DVD             |
| 1995-2014 | Jean-Pierre Fougerat                          | PS              |

## Agermanaments
- Wexford
- Fleurus

## Galeria d'imatges

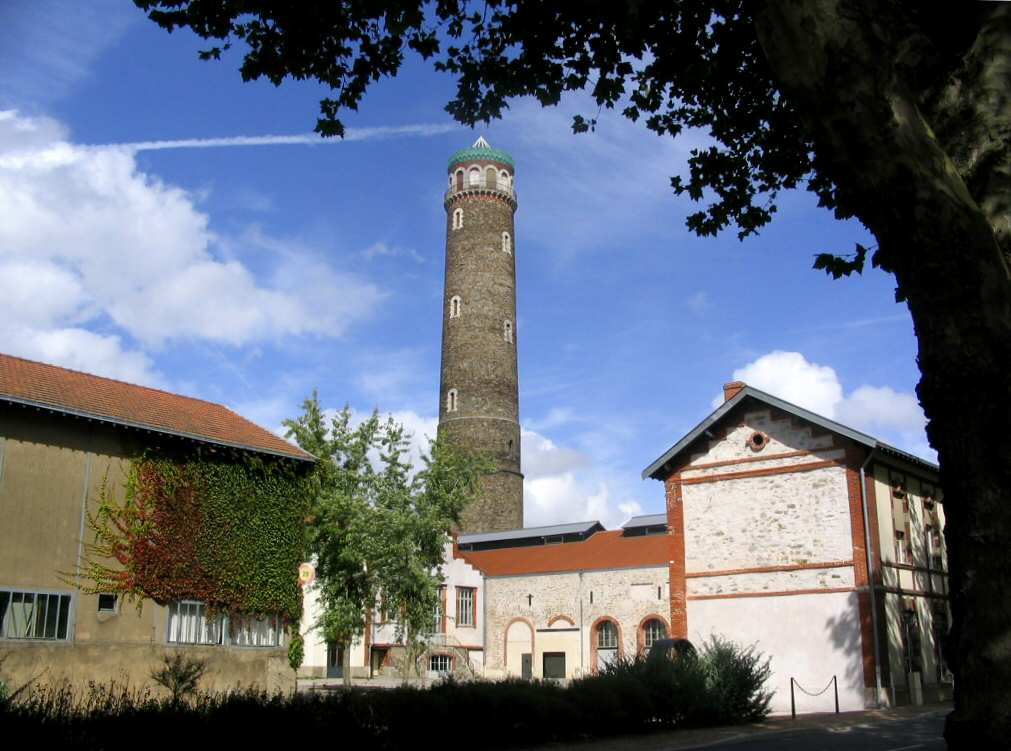
La Torre de Plom
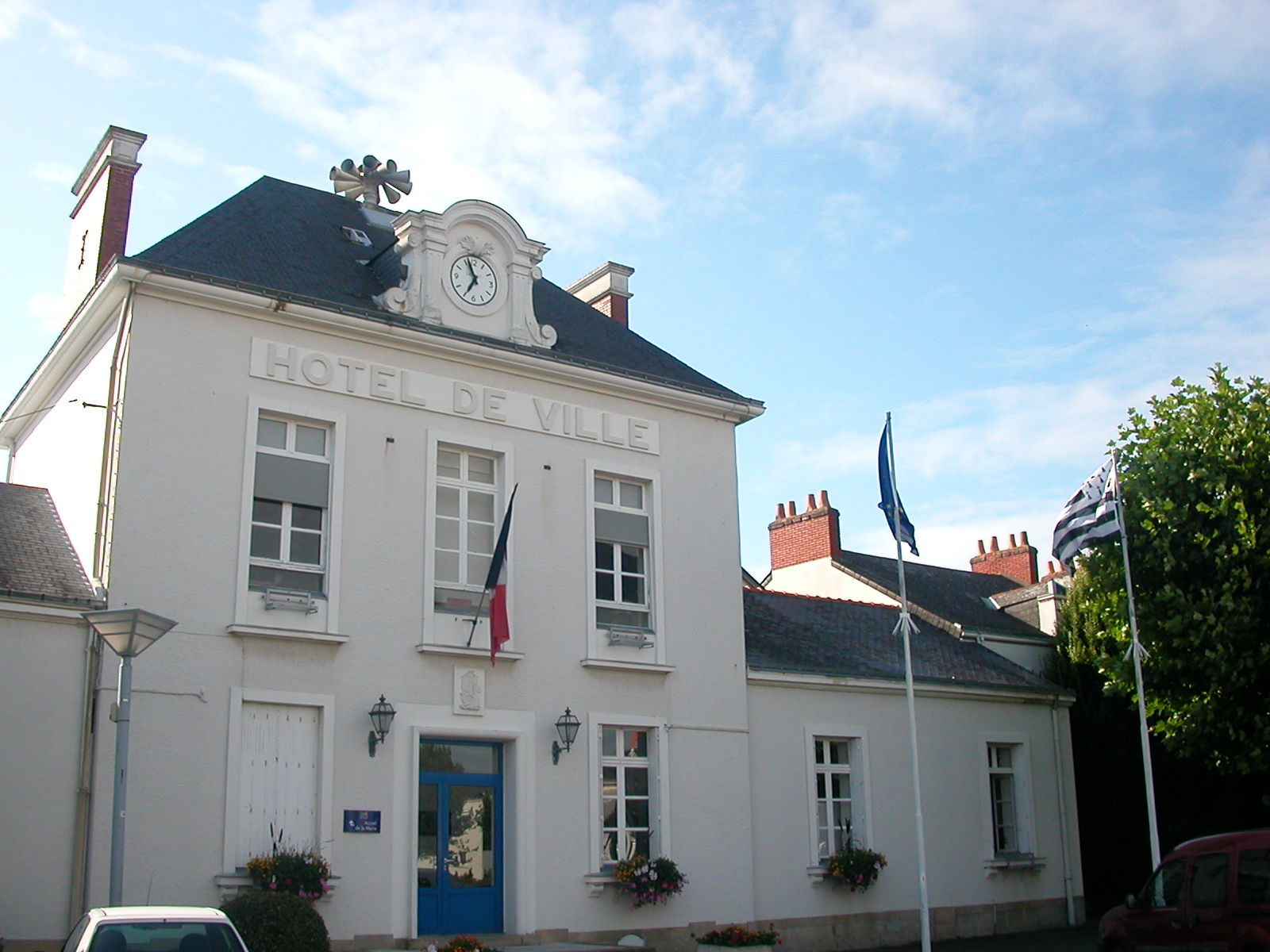
L'alcaldia
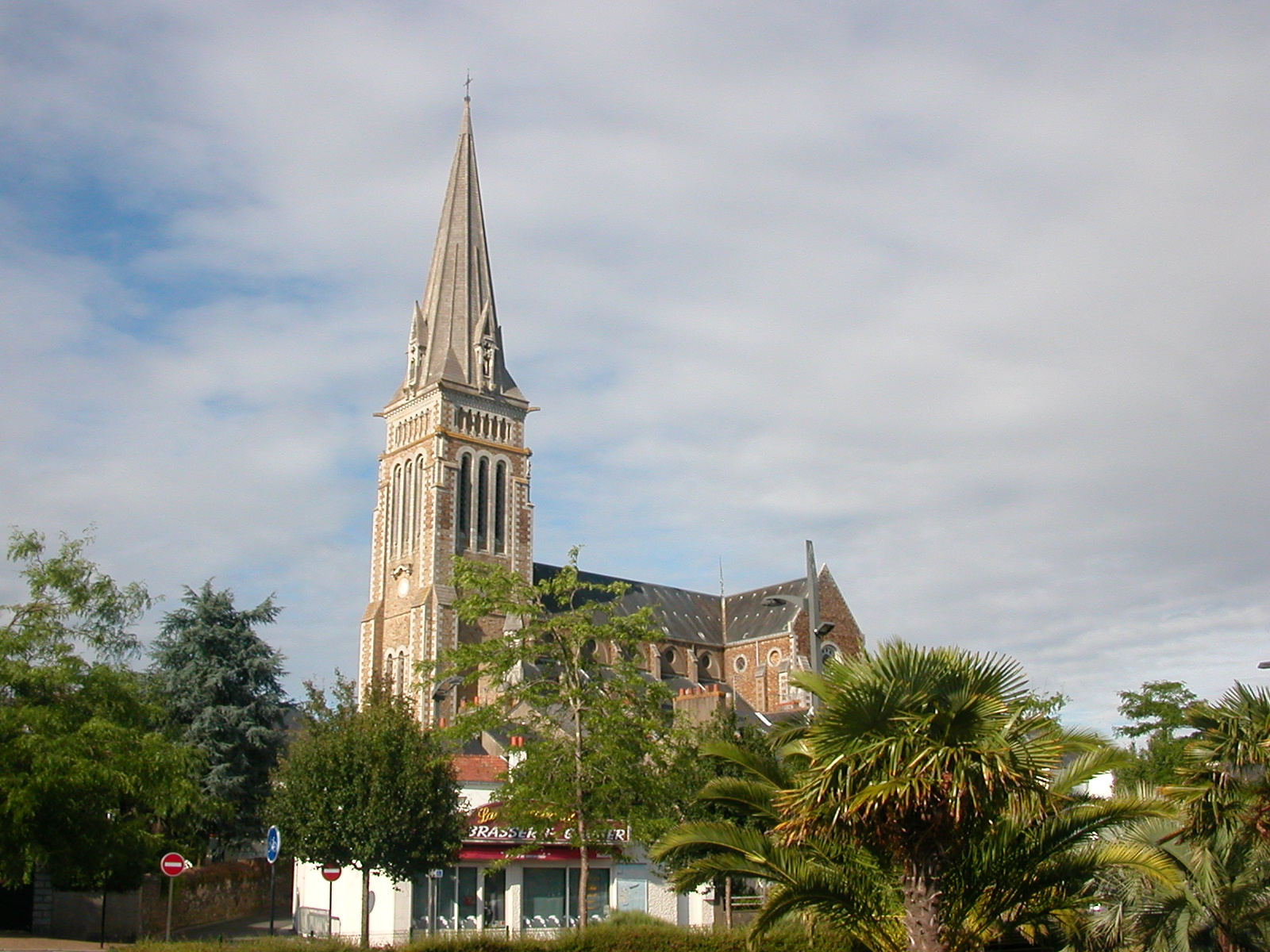
Església Saint-Symphorien (centreg)
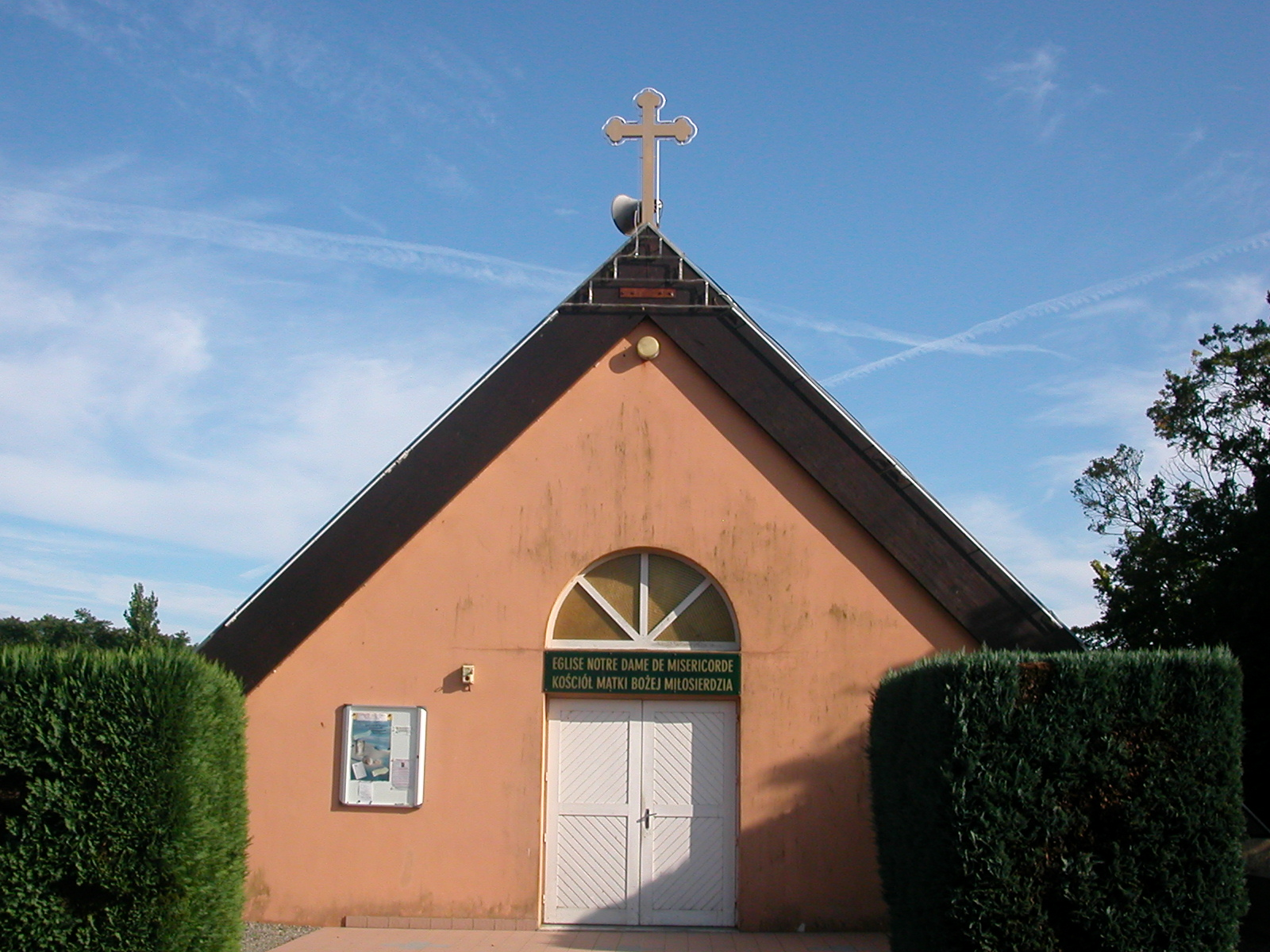
Església polonesa Notre-Dame-de-Miséricorde